# William Johnson House
La William Johnson House est une maison à Natchez, dans le comté d'Adams, dans l'État américain du Mississippi. Construite en 1840-1841, cette construction en brique a autrefois servi de demeure à William Johnson, un affranchi devenu entrepreneur et diariste. Inscrite au Registre national des lieux historiques depuis le 16 juin 1976, elle est protégée au sein du Natchez National Historical Park.